# Arycanda (stolica tytularna)
Arycanda (łac. Diœcesis Arycandensis) – stolica historycznej diecezji w Cesarstwie Rzymskim (prowincja Licja), współcześnie w Turcji. Od XX wieku katolickie biskupstwo tytularne, od 2001 wakujące.

## Biskupi tytularni
| Lp. | Biskup                          | Od               | Do               |
| --- | ------------------------------- | ---------------- | ---------------- |
| 1   | Sotero Redondo Herrero OSA      | 16 czerwca 1921  | 24 lutego 1935   |
| 2   | Anunciado Serafini              | 11 maja 1935     | 18 marca 1939    |
| 3   | Jean Larregain MEP              | 13 czerwca 1939  | 2 maja 1942      |
| 4   | Joseph Nathan                   | 17 kwietnia 1943 | 30 stycznia 1947 |
| 5   | Antônio Maria Alves de Siqueira | 10 maja 1947     | 19 lipca 1957    |
| 6   | Francisco Ferreira Arreola      | 21 grudnia 1957  | 1 sierpnia 1960  |
| 7   | Benito Rodríguez                | 23 września 1960 | 15 lutego 2001   |